# Angles (Vendée)
Angles település Franciaországban, Vendée megyében. Lakosainak száma 2966 fő (2022. január 1.). Angles Grues, La Jonchère, Longeville-sur-Mer, Saint-Benoist-sur-Mer és La Tranche-sur-Mer községekkel határos.

## Népesség
A település népességének változása:
| Lakosok száma | 2651 | 2759 | 2822 | 2816 | 2847 | 2878 | 2905 | 2926 | 2966 |
|               | 2013 | 2015 | 2016 | 2017 | 2018 | 2019 | 2020 | 2021 | 2022 |